# Rawhide (1951)
Rawhide is een Amerikaanse western uit 1951 onder regie van Henry Hathaway. Destijds werd de film in Nederland uitgebracht onder de titel Noodlot in de woestijn.

## Verhaal
Tom Owens werkt als assistent van Sam Todd op het poststation van Rawhide in Arizona. De twee mannen trachten de reizigster Vinnie Holt ervan te overtuigen om niet door te reizen, omdat er zich in de buurt een gewelddadige dievenbende ophoudt. Niet lang daarna komt ook de dievenbende aan op het poststation.

## Rolverdeling
| Acteur           | Personage      |
| ---------------- | -------------- |
| Tyrone Power     | Tom Owens      |
| Susan Hayward    | Vinnie Holt    |
| Hugh Marlowe     | Rafe Zimmerman |
| Dean Jagger      | Yancy          |
| Edgar Buchanan   | Sam Todd       |
| Jack Elam        | Tevis          |
| George Tobias    | Gratz          |
| Jeff Corey       | Luke Davis     |
| James Millican   | Tex Squires    |
| Louis Jean Heydt | Fickert        |